# Carlos Charlín Correa
Carlos Charlín Correa (n. Santiago, Chile; 23 de abril de 1885 - f. 31 de agosto de 1945), fue un médico, oftalmólogo e investigador chileno, Rector de la Universidad de Chile entre abril y septiembre de 1927.
Fue un hombre de vasta cultura, maestro de varias generaciones de médicos, y realizó importantes estudios en el campo de la Oftalmología, impulsando también la creación de instituciones en aquella especialidad.

## Biografía

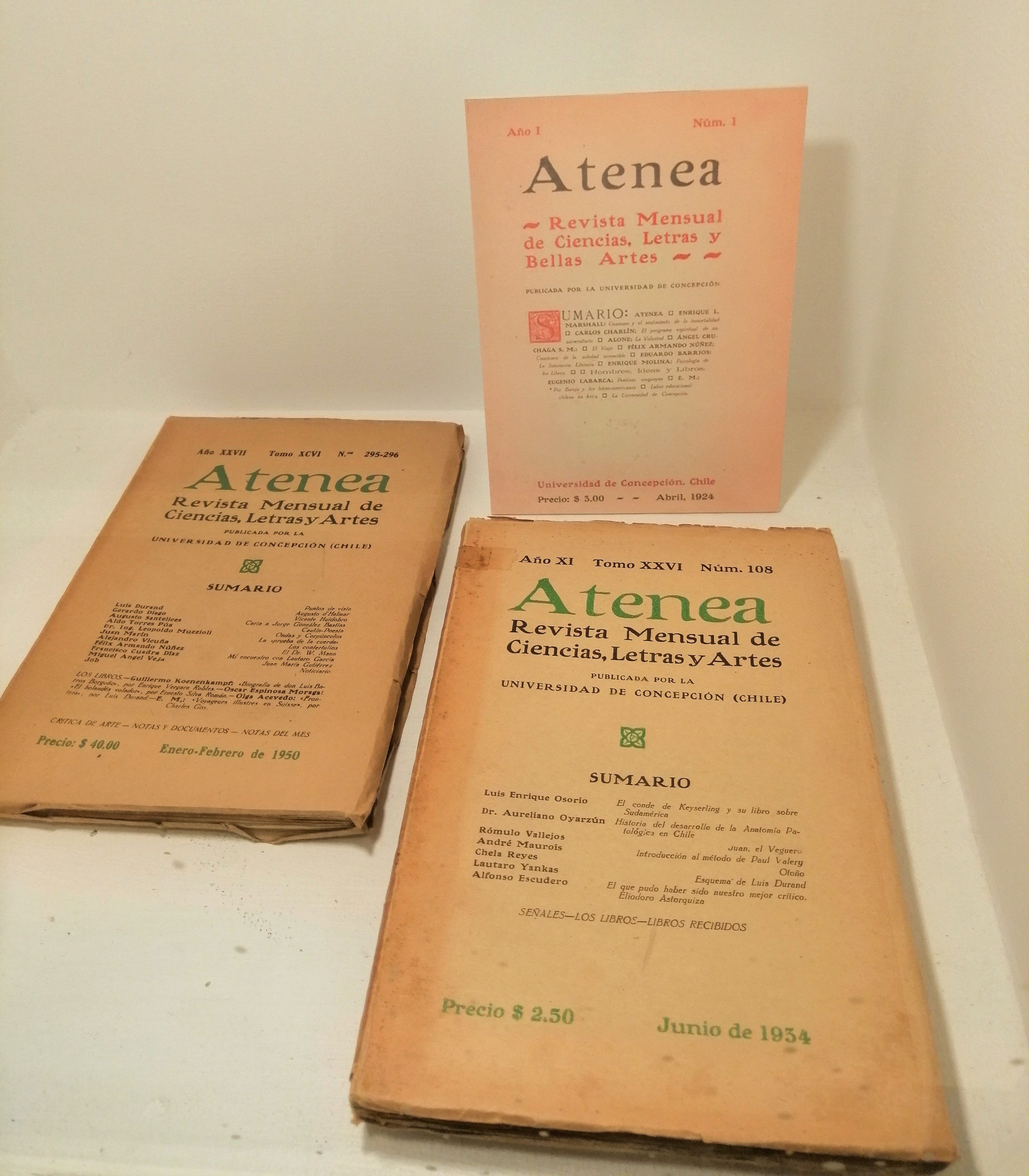
Carlos Charlín publicó en el primer número de la revista Atenea (1924).

Nació en 1885, hijo de Raimundo Charlín Recabarren, eminente médico cirujano y filántropo, y de Ana Luisa Correa Vergara. Se casó en 1913 con Paulina Vicuña Marín, con quien tuvo 4 hijos.
Estudió medicina en la Universidad de Chile, titulándose en 1910, y luego inició un viaje de perfeccionamiento a Europa, donde fue discípulo del célebre oftalmólogo Victor Morax.
Fue profesor en la escuela de Medicina de la Universidad de Chile desde 1917. Fue nombrado Rector de la institución en abril de 1927, pero debió renunciar en septiembre del mismo año.
Fue miembro del Partido Liberal. Escribía artículos políticos en los diarios El Mercurio e Ilustrado bajo el seudónimo de Carlos de Arosa. Sin embargo, tenía una impresión empobrecida de los políticos de su época, y en general de quienes se dejaban seducir por las ansias de poder y dinero.